# 下維利

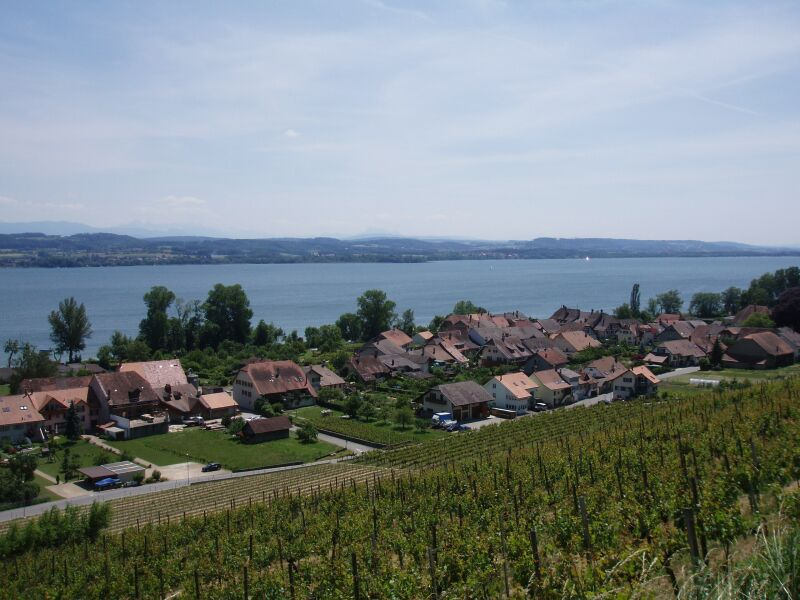

下維利是瑞士的城鎮，位於該國西部，由弗里堡州負責管轄，面積9.95平方公里，海拔高度433米，2011年人口1,991，一半人口信奉基督教，人口密度每平方公里200人。

## 外部連結
- Official website（页面存档备份，存于） （法文）